# None (EP de Meshuggah)
Pour les articles homonymes, voir None.
Albums de Meshuggah
Contradictions Collapse
(1991) Destroy Erase Improve
(1995)
None (littéralement Aucun) est le troisième EP du groupe de metal extrême suédois Meshuggah sorti le 8 novembre 1994 sur le label Nuclear Blast,,,.
Le 26 janvier 1998, le groupe sort une réédition de l'album Contradictions Collapse au format Digipak, qui contient en bonus les morceaux de None,.

## Contexte
Meshuggah est fondé en 1987 à Umeå en Suède par Jens Kidman, Fredrik Thordendal, Peter Nordin et Niklas Lundgren. Le 3 février 1989, le groupe sort un EP sobrement intitulé Meshuggah, aussi connu sous le nom Psykisk Testbild. Seulement 1 000 copies de l'EP seront produites, toutes vendues par Garageland, un magasin local. En 1990, Tomas Haake rejoint le groupe en remplacement de Niklas Lundgren. Au même moment, Meshuggah signe un contrat avec le label de metal allemand Nuclear Blast, contrat que le groupe honore dès 1991 avec la sortie de leur premier album, Contradictions Collapse. Finalement, Mårten Hagström rejoint le groupe en 1992, pour permettre à Jens Kidman d'abandonner son rôle de guitariste et se consacrer pleinement au chant,,.

## Liste des titres
| 1.    | Humiliative     | Tomas Haake | Fredrik Thordendal, Jens Kidman | 5:17  |
| 2.    | Sickening       | Haake       | Thordendal, Mårten Hagström     | 5:46  |
| 3.    | Ritual          | Kidman      | Kidman                          | 6:17  |
| 4.    | Gods of Rapture | Haake       | Thordendal                      | 5:10  |
| 5.    | Aztec Two-Step  | Haake       | Meshuggah                       | 10:44 |
| 33:14 |                 |             |                                 |       |

## Réception
L'EP a été accueilli très positivement par la majorité des critiques.
Alex Henderson d'AllMusic raconte : « En 1994, les fans de Contradictions Collapse avaient encore faim, et même si None n'était pas le banquet gourmet que Destroy Erase Improve allait être, ce fut, malgré ses imperfections, un bon hors-d’œuvre. (...) Meshuggah sonnait à l'époque encore comme un mélange de Slayer, Metallica et Sepultura. None, comme Contradictions Collapse, donnait une idée de l'excellente qui était à venir ; Ce qui peut paraître paradoxal car il était tout sauf excellent. Il n'est pas aussi expérimental que Destroy Erase Improve ou Chaosphere, mais reste intéressant à écouter. Les métalleux qui sont devenus des fans enthousiastes de Meshuggah en écoutant Contradictions Collapse le sont restés en écoutant None en 1994, et cet enthousiasme n'allait que croître avec Destroy Erase Improve en 1995 et Chaosphere en 1998. (..) Même si None ne fait pas partie des essentiels de Meshuggah, il reste néanmoins un passage respectable de son histoire ».

## Crédits

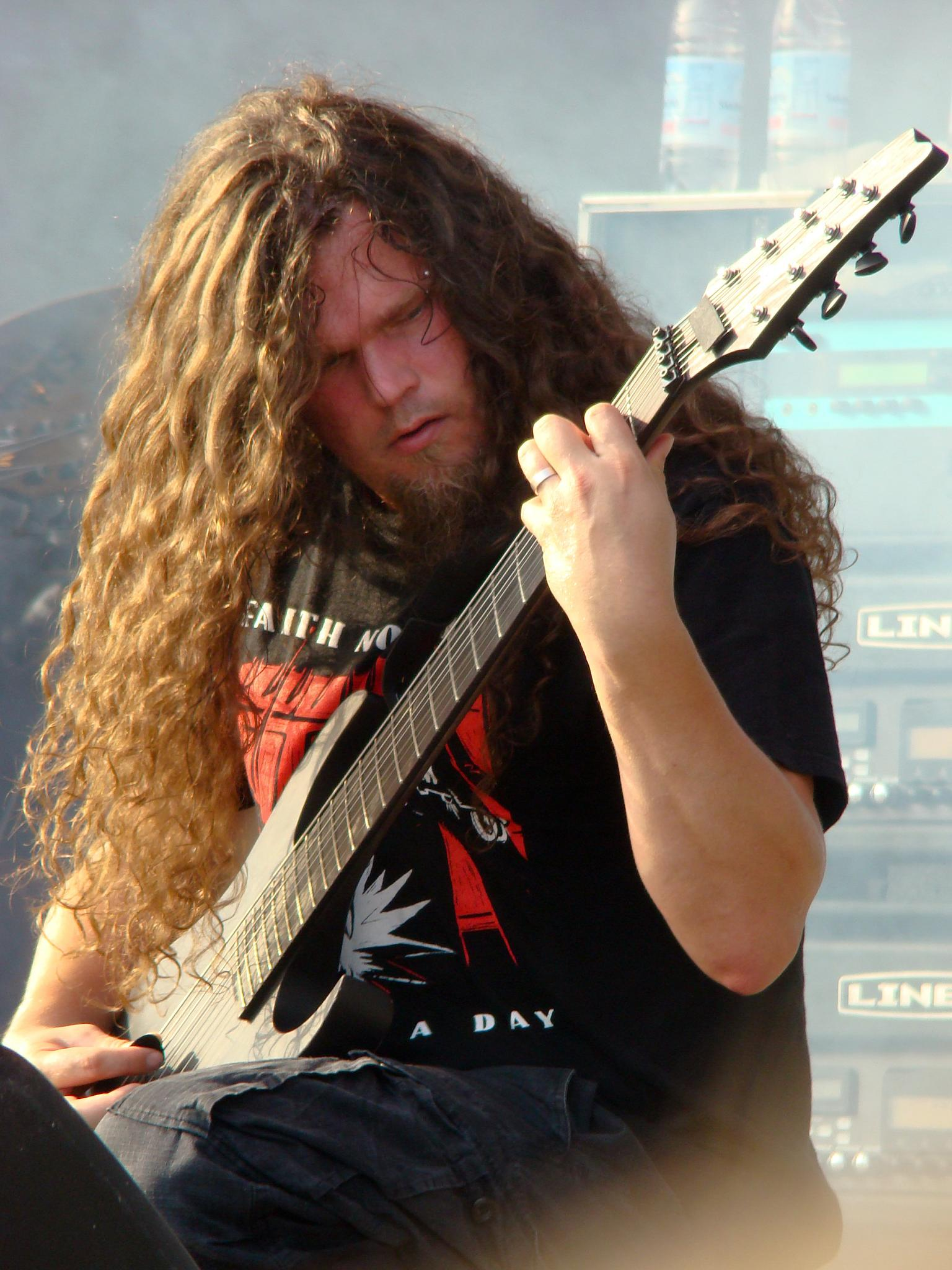
Mårten Hagström, guitariste rythmique du groupe

### Composition du groupe
- Jens Kidman – Chant.
- Fredrik Thordendal - Guitare solo, guitare rythmique et mastering[1].
- Tomas Haake - Batterie et mastering.
- Mårten Hagström – Guitare rythmique.
- Peter Nordin - Basse[2],[3].

### Membres additionnels
- P.H. Rics - Ingénieur du son.
- Eskil Lovstrom - Ingénieur du son.
- Björn Engelmann - Mastering.
- Magnus Astrom - Artwork.
- Jonas Ullberg - Photos[1],[2],[3],[4].